# Joutavansaari
Joutavansaari är en ö i Finland. Den ligger i vattendraget Alajoki och i kommunen Hyrynsalmi i den ekonomiska regionen  Kehys-Kainuu  och landskapet Kajanaland, i den centrala delen av landet, 500 km norr om huvudstaden Helsingfors. Öns area är 1,4 hektar och dess största längd är 290 meter i sydöst-nordvästlig riktning.